# Oued Meliz (délégation)
Oued Meliz est une délégation tunisienne dépendant du gouvernorat de Jendouba.
En 2004, elle compte 19 015 habitants dont 8 949 hommes et 10 066 femmes répartis dans 4 361 ménages et 4 687 logements.